# サンオーレそではま海水浴場
サンオーレそではま海水浴場（サンオーレそではまかいすいよくじょう）は、宮城県南三陸町に位置する海水浴場。サンオーレは300ｍに及ぶ海水浴場の長さに由来する。志津川湾の内側に位置することから、波が非常におだやかな特徴がある。

## 概要
- 1999年（平成11年）7月、人工海水浴場としてオープン。
- 2001年（平成13年）、日本の水浴場88選の一つに選ばれた[1]。
- 2011年（平成23年）3月11日に発生した東日本大震災の津波により、敷地内の施設および砂浜が全て流出して荒廃したが、2017年（平成29年）7月、再オープン[2]。
- 2018年（平成30年）には、利用者数が過去最多の6万6千人を記録した。
- 2020年（令和2年）には新型コロナウイルス感染症の拡大に伴い、直前になって開設が中止。2021年（令和3年）に再オープンを果たす[3]。
- 2023年（令和5年）、ビーチやマリーナなどを対象とした国際認証「ブルーフラッグ」を取得[4]。
- 2025年（令和7年）7月30日には、カムチャツカ半島沖で地震（M8.8）が発生。太平洋沿岸に津波注意報（後に警報）が発令されたことから、約30人の海水浴客が避難を行った[5]。